# 紀元前304年
紀元前304年（きげんぜん304ねん）は、ローマ暦の年である。
当時は、「プブリウス・センプロニウス・ソプスとプブリウス・スルピキウス・サウェッリオが共和政ローマ執政官に就任した年」として知られていた（もしくは、それほど使われてはいないが、ローマ建国紀元450年）。紀年法として西暦（キリスト紀元）がヨーロッパで広く普及した中世初期以降、この年は紀元前304年と表記されるのが一般的となった。

## 他の紀年法
- 干支 : 丁巳
- 日本
  - 皇紀357年
  - 孝安天皇89年
- 中国
  - 周 - 赧王11年
  - 秦 - 昭襄王3年
  - 楚 - 懐王25年
  - 斉 - 宣王16年
  - 燕 - 昭王8年
  - 趙 - 武霊王22年
  - 魏 - 襄王15年
  - 韓 - 襄王8年
- 朝鮮
  - 檀紀2030年
- ベトナム :
- 仏滅紀元 : 241年
- ユダヤ暦 :

## できごと

### ギリシア
- デメトリオス1世がプトレマイオス1世に支援されたロドス島の抵抗市民と会談した翌年、ロドス島の包囲戦は終結した。その後、アンティゴノス1世は平和条約を結び、ロドス島の自治権を認めた[1]。
- カッサンドロスはアッティカに侵攻し、アテネを包囲した。デメトリウス1世はカッサンドロスをギリシア中央から追い出し、アテネを解放した。その見返りに、アテネ市民は彼にアテーナーの神殿と同じ神殿を与えた。

### 共和政ローマ
- 第二次サムニウム戦争が終結した。その平和条約は、サムニウム人にとって厳しいものであったが、4年前にローマとエトルリア人が結んだ条約ほどではなかった。平和条約で、ローマは領土を得なかったが、サムニウム人はカンパニア州の支配権を放棄した。ローマは、ローマの領土周辺の部族間の反乱を抑えることにも成功した[1]。

### シチリア
- 暴君アガトクレスがシケリアの王となり、イタリア南部やアドリア海に勢力を伸ばした。

### インド
- マウリヤ朝のチャンドラグプタが、インドに侵攻しようとしたセレウコス1世を倒した。

### 中国
- 秦の昭襄王と楚の懐王が黄棘で会盟し、秦は楚に上庸を返還した。

## 誕生
- アショーカ王、マウリヤ朝の皇帝（+ 紀元前232年）